# Блум, Гарри
Гарри Сол Блум (1 января 1913 — 28 июля 1981) — южноафриканский журналист, романист, активист и лектор.

## Ранняя жизнь и карьера
Соломон Харрис Блум родился в еврейской южноафриканской семье. Он получил образование в Университете Витватерсранда, получив степень юриста в 1937 году. Впоследствии он стал адвокатом в Йоханнесбурге. В 1940 году он женился на Берил Синтии Гордон, после того как знал её три недели, и они переехали в Лондон, где жили на Олд-Комптон-стрит во время Блицкрига. Писавшие под псевдонимами Уолтер и Берил Сторм (чтобы избежать антисемитизма), они работали военными корреспондентами во время Второй мировой войны и освещали Нюрнбергский процесс после войны.
Пара переехала в Чехословакию и вместе они написали книгу «Мы встречаем чехословаков», рассказ об их первых годах в Чехословакии, также под псевдонимами Storm. Позже Берил играла активную роль в редактировании, консультировании и наборе рукописей для его последующих книг. Опасаясь за свою безопасность по мере того, как сталинизм набирал силу в послевоенной Восточной Европе, они вернулись в Южную Африку и поселились в Брэмли, Йоханнесбург. В 1957 году, через несколько месяцев после публикации первого романа Блума «Эпизод в Трансваале», семья переехала в Кейптаун.

## Жизнь и работа в Южной Африке при апартеиде
Эпизод, роман, был опубликован в 1956 году; позже он был переименован в «Трансваальский эпизод». Оно было посвящено четырём людям: его жене Берил, которая оказала редакторскую помощь и напечатала рукопись; Брэму Фишеру, близкому другу Блума, который защищал Нельсона Манделу на процессе в Ривонии; архиепископу Тревору Хаддлстону и Гаю Рауту. Блум работал с Нельсоном Манделой в Йоханнесбурге в 1950-х годах. Во время чрезвычайного положения, последовавшего за резней в Шарпвилле в 1960 году, он был задержан на 45 дней без предъявления обвинений и суда, сначала в тюрьме на Роланд-стрит, а затем в тюрьме Вустер близ Кейптауна. В это время он работал над «Женой Уиттекера» (1962). Кинг-Конг: Африканская джазовая опера (1961) стал мюзиклом. Эпизод был переиздан в 1981 году.

## Изгнание и работа в Англии
В 1963 году Блум уехал из Южной Африки в Кению, в основном из-за своей оппозиции апартеиду, а затем переехал в Англию. Согласно The Times, он приехал в Англию «в поисках новой жизни, в основном в качестве ученого и журналиста». Его жена и дети остались в Южной Африке.
В 1967 году Блум был назначен старшим преподавателем права в Кентском университете. Вместе с профессором права-основателем Патриком Фицджеральдом он помог создать первый юридический факультет в университете, основанный на междисциплинарном духе. Блум продолжал сотрудничать с Игорем Александром, ныне почетным профессором Имперского колледжа Лондона, в области воздействия компьютерных сетей на общество, а затем работал в недавно созданном Подразделении юридических исследований в области компьютеров и коммуникаций, которое занималось правовой защитой компьютерного программного обеспечения и поиском законодательных актов. Это включало встречи с Всемирной организацией интеллектуальной собственности (ВОИС), одним из специализированных учреждений Организации Объединённых Наций, которое было создано в 1967 году «для поощрения творческой деятельности и содействия защите интеллектуальной собственности во всем мире». Многие компоненты его работы и статьи, которые он писал, оказали значительное влияние в первые дни перехода из офлайн-мира в онлайн. Его помнят «как основателя преподавания закона, влияющего на СМИ в Великобритании».

## Семья и личная жизнь
После войны Блум и его жена Берил вернулись в Дурбан, Южная Африка, где в 1944 году родился их первенец Питер, но он умер в возрасте шести недель. В октябре 1948 года в Праге родилась их дочь Сьюзан Сторм-Блум, фотограф и дизайнер ювелирных украшений. Их сын Стивен Джек Блум, фотограф и писатель, родился в Йоханнесбурге в 1953 году.
Гарри и Берил развелись вскоре после того, как Блум переехал в Лондон в 1963 году. Там он познакомился с журналисткой и писательницей Соней Коупленд, и они поженились в Кентербери, графство Кент, в 1967 году. У Сони было двое детей от романа со студентом Гарри Блума Колином Стоуном — Саманта Блум (1975 г.р.) и актёр Орландо Блум (родился в январе 1977 г.), которые до 13 лет считали Гарри Блума своим биологическим отцом.
Блум перенес инсульт в 1976 году. После периода ухудшения здоровья он скончался в больнице Кентербери в 1981 году.